# Rio Oste
O Oste é um rio do norte da Baixa Saxônia, Alemanha, possui 153 km de extensão e é um afluente da margem esquerda do rio Elba. Ele corre pelos distritos de Harburg, Rotenburg, Stade e Cuxhaven e deságua no rio Elba, próximo a Otterndorf. Sua bacia hidrográfica possui 1.711 km². Seus afluentes são os rios: Ramme, Twiste, Bever, Mehde-Aue, Bade e Mehe.